# Jacques Stoquart
Jacques Stoquart (* 21. April 1931 in Frameries; † 2. Mai 2018) war ein belgischer Comicautor.

## Leben
Aufgrund des Todes seines Vaters musste Jacques Stoquart sein Kunststudium vorzeitig aufgeben. Nach dem Militärdienst arbeitete er in der Werbung, wo er auch mit Georges Troisfontaines von der World’s Press in Kontakt kam. Als Leiter von Plein Jeu begegnete er MiTacq. Seine ersten Beiträge als Comicautor erschienen 1970 in Spirou und 1974 in Tintin. Er arbeitete mehrfach mit MiTacq und René Follet zusammen.

## Werke
- 1974: Ivan Zourine
- 1974: Ramiro
- 1974: Stany Derval
- 1974: Wen
- 1975: Steve Séverin
- 1975: Natascha
- 1976: Rorika
- 1982: L’Iliade
- 1984: Valhardi
- 1986: Edmund Bell
- 1988: L’homme de Moloka’i
- 1991: Ignace
- 1992: Les poisons de Mars